# Anton Vogrinec
Anton Vogrinec, slovenski rimskokatoliški duhovnik in teolog, * 4. junij 1873, Zgornja Pristava pri Ptuju, † 10. januar 1947, Libeliče pri Dravogradu.

## Življenjepis
Rodil se je v kmečki družini očetu Antonu in materi Uršuli (rojena Žerbinšček). Osnovno šolo je obiskoval v Vidmu pri Ptuju, gimnazijo pa na Ptuju in v Mariboru. Bogoslovje je študiral v Celovcu (bil je sošolec Frana Ksaverja Meška) in bil tam leta 1896 posvečen v duhovnika.
Kot kaplan je v letih 1897 in 1898 služboval na Prevaljah, kot provizor 1898 v Grebinju (Griffen) in od leta 1898 do 1900 v Šmarjeti (St. Margareten) in v Voglah (Winklern). Kot župnik pa od 1900 do 1902 v Belšaku (Weissenstein) pri Pliberku ter od 1902 do 1947 v Libeličah. V letih 1936 in 1937 je bil tudi upravitelj dekanije Dravograd. V času druge svetovne vojne je bil leta 1941 na Hrvaško, od tam je zbežal v Stično in se po končani vojni vrnil v Libeliče.
Vogrinec je bil narodno zelo zaveden in je veliko pripomogel, da so Libeliče 1922 pripadle Kraljevini SHS. Na njegovo pobudo so v Libeličah zgradili novo šolo, poskrbel pa je tudi za nadaljnje šolanje nadarjenih učencev v višjih šolah.

## Teologija
Ker je Vogrinec daljše obdobje deloval v versko mešanih krajih, je imel dosti stikov s protestanti in tako je deloma pod vplivom protestantske teologije, deloma pa zaradi lastnih pogledov in izkušenj, začutil potrebo po spremembah v lastni verski skupnosti. Plod njegovih premišljevanj je knjiga Nostra maxima culpa!, ki je v nemškem jeziku izšla 1904 na Dunaju in v Leipzigu. Vogrinec je želel doseči reformo v liturgiji (predvsem kar se tiče narodnega jezika), cerkvenem petju, nekaterih zakramentih, postu in celibatu. Pozival je Cerkev naj se poveže z brezpravnim delavskim slojem in pospešuje izobrazbo preprostega ljudstva ter se otrese konservativnosti.
Vogrinec je nastopil teološko odgovorno, vendar ostro, odgovor rimske kongregacije pa je bil hiter in brezkompromisen. Z odlokom izdanim 3. junija 1904 je bila njegova knjiga uvrščena na zloglasni Index Librorum Prohibitorum. Že 22. junija 1904 je moral v Celovcu podpisati naslednjo izjavo: »Zelo ponižno spodaj podpisani preklicujem vse skupaj in posamič, kar sem napisal in izdal pod naslovom Nostra maxima culpa. Vse napačne in zmotne misli, ki jih vsebuje ta knjiga, zavračam in se brez ugovora v vseh podrobnostih podrejam sodbi Svete kongregacije ... Skesano obljubim, da ne bom nikoli več izdajal knjig ali spisov brez potrditve ali dovoljenja cerkvenih predstojnikov ...«